# Örebro Weckoblad
Örebro Weckoblad var en dagstidning utgiven i Örebro från den 20 februari 1793 till den 31 augusti 1805

## Redaktion och historia
Tidningens utgivare var hospitalssysslomannen och kamreraren Frantz Carl Norstedt, som i oktober 1795 sökte och erhöll privilegium på Örebro Wecko-blad. Som en följd av kungörelsen 26 mars 1798  upphörde Weckobladet att des ut efter den 7 april 1798 . Prenumeranterna  erhöll i dess ställe så kallade Underrättelser på 2 sidor i kvarto format. Den första kom ut 14 april 1798 och därefter 11 stycken under tiden12 oktober 1798 till 22 december 1798  och 7 stycken 5 januari till 30 januari 1799. 
Norstedt erhöll den 8 september 1798 nytt privilegium på Örebro Weckoblad, som under denna titel började utkomma på nytt den 1 mars 1799. Boktryckaren i Örebro Nils Magnus Lindh sökte 17 december 1799  privilegium för tidningen, men han verkar inte ha erhållit något sådant. Då Örebro Veckoblad infört utländska nyheter yrkades ansvar för detta av såväl boktryckaren Lind som kamrer Norstedt.  Den förre blev frikänd, men den senare blev 28 april 1805 av hovkanslersämbetet förklarad förlustig sitt å Örebro Weckoblad innehafvande privilegium. Domen  fastställdes av kunglig majestät 23 augusti 1805. Weckobladet upphörde 31 augusti 1805. Lotterikollektören L. G. Tunelius gav 1801 ut en tidning med samma namn. 2 Örebro Weckoblad.
Tidningen kom ut en gång i veckan på lördagar med 4 sidor i kvarto format med måtten 16,3-18,2cm x 12 cm. Priset för tidningen var 1793-1795 1 riksdaler specie, 1796-1803 i riksdaler 12 skilling specie och 1804-1805 i riksdaler banco. Tidningen hade en periodisk bilaga,  Bihang med oregelbunden utgivning på varierande dagar och  med allmänt innehåll
Tidningen trycktes i Örebro av Johan Per Lindh 20 december 1793 till 7 april 1798 och sedan av N. M. Lindh 1 mars 1799 till 31augusti 1805. Hela tiden med frakturstil.